# Temporada 2023 del Campeonato NACAM de Fórmula 4
La temporada 2023 del Campeonato NACAM de Fórmula 4 es la séptima edición de dicho campeonato. Comenzó el 15 de abril en la Ciudad de México y se espera que finalice el 16 de diciembre en la misma ciudad.
El colombiano Pedro Juan Moreno fue el ganador del Campeonato de Pilotos.

## Equipos y pilotos
Los equipos y pilotos para la temporada 2023 son los siguientes:
| Escudería                | N.º | Piloto                 | Rondas   |
| ------------------------ | --- | ---------------------- | -------- |
| Richards Motorsport      | 4   | Diego de la Torre      | 1-2      |
| Richards Motorsport      | 14  | Dewey Richards         | 1-4, 7   |
| F4 Morelia Racing Team   | 5   | Julián Díaz            | 1-2      |
| F4 Morelia Racing Team   | 55  | Julián Díaz            | 2-7      |
| F4 Morelia Racing Team   | 9   | Damian Jacome          | 1, 6-7   |
| F4 Morelia Racing Team   | 9   | Juan Contreras         | 3        |
| F4 Morelia Racing Team   | 10  | Juan Contreras         | 1, 4-7   |
| F4 Morelia Racing Team   | 10  | Joe Sandoval           | 1, 3     |
| Ram Racing               | 5   | Alexandra Mohnhaupt    | 1        |
| Ram Racing               | 95  | Alexandra Mohnhaupt    | 2        |
| Ram Racing               | 16  | Alejandro Berumen      | 5-7      |
| Ram Racing               | 22  | Arturo Flores          | 1-2      |
| Ram Racing               | 28  | David Esteban Cárdenas | Todas    |
| Ram Racing               | 36  | Pedro Juan Moreno      | 1-6      |
| Ram Racing               | 36  | José Carlos Hernández  | 7        |
| Ram Racing               | 53  | Moy Zagursky           | 2-7      |
| RE Motorsport            | 11  | Esteban Rodríguez      | 2-3, 5-7 |
| RE Motorsport            | 18  | Apolo Madrigal         | 4        |
| RE Motorsport            | 88  | Cristian Cantú         | Todas    |
| Santinel Racing Team     | 13  | Marco Alquicira        | Todas    |
| Santinel Racing Team     | 44  | Eduardo Alquicira      | Todas    |
| Santinel Racing Team     | 44  | Adan Ibarra            | 2        |
| Zapata                   | 20  | Ivanna Richards        | 6        |
| International Motorsport | 22  | Arturo Flores          | 3-7      |
| HRI Mexico               | 95  | Alexandra Mohnhaupt    | 7        |

## Calendario
Todas las rondas se llevaron a cabo en México. Las primeras seis rondas formaron parte del plantel de la Copa Notiauto, mientras que la última ronda se llevó a cabo en apoyo al Gran Premio de la Ciudad de México de 2023. La ronda fuera del campeonato que se celebrará después del final de temporada apoyará la carrera Endurance 24 de la Copa Notiauto.
| Ronda   | Ronda | Circuito                                       | Fecha              |
| ------- | ----- | ---------------------------------------------- | ------------------ |
| 1       | C1    | Autódromo Hermanos Rodríguez, Ciudad de México | 15 de abril        |
| 1       | C2    | Autódromo Hermanos Rodríguez, Ciudad de México | 16 de abril        |
| 1       | C3    | Autódromo Hermanos Rodríguez, Ciudad de México | 16 de abril        |
| 2       | C1    | Autódromo de Querétaro, El Marqués             | 20 de mayo         |
| 2       | C2    | Autódromo de Querétaro, El Marqués             | 21 de mayo         |
| 2       | C3    | Autódromo de Querétaro, El Marqués             | 21 de mayo         |
| 3       | C1    | Autódromo Hermanos Rodríguez, Ciudad de México | 30 de junio        |
| 3       | C2    | Autódromo Hermanos Rodríguez, Ciudad de México | 1 de julio         |
| 3       | C3    | Autódromo Hermanos Rodríguez, Ciudad de México | 1 de julio         |
| 4       | C1    | Autódromo Hermanos Rodríguez, Ciudad de México | 4 de agosto        |
| 4       | C2    | Autódromo Hermanos Rodríguez, Ciudad de México | 5 de agosto        |
| 4       | C3    | Autódromo Hermanos Rodríguez, Ciudad de México | 5 de agosto        |
| 5       | C1    | Autódromo de Querétaro, El Marqués             | 2 de septiembre    |
| 5       | C2    | Autódromo de Querétaro, El Marqués             | 3 de septiembre    |
| 5       | C3    | Autódromo de Querétaro, El Marqués             | 3 de septiembre    |
| 6       | C1    | Autódromo Miguel E. Abed, Amozoc               | 7 de octubre       |
| 6       | C2    | Autódromo Miguel E. Abed, Amozoc               | 8 de octubre       |
| 6       | C3    | Autódromo Miguel E. Abed, Amozoc               | 8 de octubre       |
| 7       | C1    | Autódromo Hermanos Rodríguez, Ciudad de México | 28 de octubre      |
| 7       | C2    | Autódromo Hermanos Rodríguez, Ciudad de México | 29 de octubre      |
| NC      | C1    | Autódromo Hermanos Rodríguez, Ciudad de México | 15-16 de diciembre |
| NC      | C2    | Autódromo Hermanos Rodríguez, Ciudad de México | 15-16 de diciembre |
| NC      | C3    | Autódromo Hermanos Rodríguez, Ciudad de México | 15-16 de diciembre |
| Fuente: |       |                                                |                    |

## Resultados
| Ronda | Ronda | Ronda              | Pole position          | Vuelta rápida     | Piloto ganador    | Equipo ganador       |
| ----- | ----- | ------------------ | ---------------------- | ----------------- | ----------------- | -------------------- |
| 1     | C1    | Ciudad de México 1 | Pedro Juan Moreno      | Pedro Juan Moreno | Pedro Juan Moreno | Ram Racing           |
| 1     | C2    | Ciudad de México 1 |                        | Pedro Juan Moreno | Pedro Juan Moreno | Ram Racing           |
| 1     | C3    | Ciudad de México 1 | Pedro Juan Moreno      | Pedro Juan Moreno | Cristian Cantú    | RE Motorsport        |
| 2     | C1    | El Marqués 1       | Diego de la Torre      | Pedro Juan Moreno | Marco Alquicira   | Santinel Racing Team |
| 2     | C2    | El Marqués 1       |                        | Pedro Juan Moreno | Cristian Cantú    | RE Motorsport        |
| 2     | C3    | El Marqués 1       | Diego de la Torre      | Pedro Juan Moreno | Pedro Juan Moreno | Ram Racing           |
| 3     | C1    | Ciudad de México 2 | Pedro Juan Moreno      | Pedro Juan Moreno | Pedro Juan Moreno | Ram Racing           |
| 3     | C2    | Ciudad de México 2 |                        | Pedro Juan Moreno | Pedro Juan Moreno | Ram Racing           |
| 3     | C3    | Ciudad de México 2 | Pedro Juan Moreno      | Pedro Juan Moreno | Pedro Juan Moreno | Ram Racing           |
| 4     | C1    | Ciudad de México 3 | Pedro Juan Moreno      | Pedro Juan Moreno | Pedro Juan Moreno | Ram Racing           |
| 4     | C2    | Ciudad de México 3 |                        | Pedro Juan Moreno | Pedro Juan Moreno | Ram Racing           |
| 4     | C3    | Ciudad de México 3 | David Esteban Cárdenas | Pedro Juan Moreno | Pedro Juan Moreno | Ram Racing           |
| 5     | C1    | El Marqués 2       | Cristian Cantú         | Cristian Cantú    | Pedro Juan Moreno | Ram Racing           |
| 5     | C2    | El Marqués 2       |                        | Julián Díaz       | Marco Alquicira   | Santinel Racing Team |
| 5     | C3    | El Marqués 2       | Cristian Cantú         | Pedro Juan Moreno | Cristian Cantú    | RE Motorsport        |
| 6     | C1    | Amozoc             | Pedro Juan Moreno      | Cristian Cantú    | Cristian Cantú    | RE Motorsport        |
| 6     | C2    | Amozoc             |                        | Cristian Cantú    | Pedro Juan Moreno | Ram Racing           |
| 6     | C3    | Amozoc             | Pedro Juan Moreno      | Pedro Juan Moreno | Cristian Cantú    | RE Motorsport        |
| 7     | C1    | Ciudad de México 4 | Cristian Cantú         | Cristian Cantú    | Cristian Cantú    | RE Motorsport        |
| 7     | C2    | Ciudad de México 4 |                        | Cristian Cantú    | Cristian Cantú    | RE Motorsport        |
| NC    | C1    | Ciudad de México 5 |                        |                   |                   |                      |
| NC    | C2    | Ciudad de México 5 |                        |                   |                   |                      |
| NC    | C3    | Ciudad de México 5 |                        |                   |                   |                      |

## Clasificaciones

### Sistema de puntuación
Se otorgaron puntos a los 10 primeros clasificados de cada carrera. La clasificación final se obtuvo sumando los cinco mejores de las seis primeras rondas y la ronda final.
| Posición | 1.º | 2.º | 3.º | 4.º | 5.º | 6.º | 7.º | 8.º | 9.º | 10.º |
| Puntos   | 25  | 18  | 15  | 12  | 10  | 8   | 6   | 4   | 2   | 1    |

### Campeonato de Pilotos
| Pos. | Piloto                 | AHR1 | AHR1 | AHR1 | QUE1 | QUE1 | QUE1 | AHR2 | AHR2 | AHR2 | AHR3 | AHR3 | AHR3 | QUE2 | QUE2 | QUE2 | PUE | PUE | PUE | AHR4 | AHR4 |      | AHR5 | AHR5 | AHR5   | Puntos |
| ---- | ---------------------- | ---- | ---- | ---- | ---- | ---- | ---- | ---- | ---- | ---- | ---- | ---- | ---- | ---- | ---- | ---- | --- | --- | --- | ---- | ---- | ---- | ---- | ---- | ------ | ------ |
| 1    | Pedro Juan Moreno      | 1    | 1    | 7    | 7    | 2    | 1    | 1    | 1    | 1    | 1    | 1    | 1    | 1    | 6    | 2    | 2   | 1   | 3   |      |      |      |      |      | 315    |        |
| 2    | Cristian Cantú         | 2    | 3    | 1    | 2    | 1    | 8    | 3    | 7    | 2    | 2    | 2    | 2    | 9    | 3    | 1    | 1   | 5   | 1   | 1    | 1    |      |      |      | 311    |        |
| 3    | David Esteban Cárdenas | 4    | 2    | 2    | 6    | 3    | 2    | 4    | 9    | 3    | 3    | 4    | 3    | 6    | 5    | 7    | 5   | 2   | 4   | 3    | 8    |      |      |      | 219    |        |
| 4    | Arturo Flores          | 5    | Ret  | 4    | 9    | 5    | 4    | 2    | 5    | 7    | 4    | 3    | 5    | 7    | 8    | 6    | 4   | 4   | 2   | Ret  | 3    |      |      |      | 174    |        |
| 5    | Marco Alquicira        | 7†   | 5    | 6    | 1    | 7    | 5    | 6    | 2    | 4    | Ret  | Ret  | Ret  | 4    | 1    | Ret  | 9   | Ret | 6   | 8    | 2    |      |      |      | 172    |        |
| 6    | Julián Díaz            | Ret  | 6    | 5    | 8    | 8    | 7    | 5    | Ret  | 6    | 7    | 6    | 6    | 5    | 2    | 8    | DSQ | 9   | 8   | 5    | 5    |      |      |      | 124    |        |
| 7    | Esteban Rodríguez      |      |      |      | Ret  | Ret  | 3    | 8†   | 3    | 5    |      |      |      | 3    | 4    | 4    | 6   | 3   | 5   | 9    | 7    |      |      |      | 124    |        |
| 8    | Moy Zagursky           |      |      |      | Ret  | DNS  | DNS  | 7†   | 6    | Ret  | 6    | 5    | 4    | 10†  | 7    | 5    | 11† | 7   | Ret | 6    | Ret  |      |      |      | 75     |        |
| 9    | Alexandra Mohnhaupt    | 3    | Ret  | 3    | 5    | 6    | 6    |      |      |      |      |      |      |      |      |      |     |     |     | 7    | 6    |      |      |      | 70     |        |
| 10   | Alejandro Berumen      |      |      |      |      |      |      |      |      |      |      |      |      | 2    | Ret  | 3    | 7   | 6   | 11† | Ret  | 11   |      |      |      | 47     |        |
| 11   | Diego de la Torre      | Ret  | 4    | Ret  | 3    | 4    | 9†   |      |      |      |      |      |      |      |      |      |     |     |     |      |      |      |      |      | 41     |        |
| 12   | Dewey Richards         | DNS  | Ret  | DNS  | 4    | Ret  | Ret  | Ret  | 4    | 10†  | 5    | Ret  | Ret  |      |      |      |     |     |     | Ret  | Ret  |      |      |      | 35     |        |
| 13   | Daniel Forcadell       | Ret  | DNS  | DNS  |      |      |      |      |      |      |      |      |      |      |      |      | 8   | Ret | 7   | 4    | 4    |      |      |      | 34     |        |
| 14   | Juan Contreras         | WD   | WD   | WD   |      |      |      | Ret  | 8    | 9    | 10   | 8    | 8    | 8    | 9    | 10   | 10  | 10  | 10  | 11   | 10   |      |      |      | 26     |        |
| 15   | Ivanna Richards        |      |      |      |      |      |      |      |      |      |      |      |      |      |      |      | 3   | 8   | Ret |      |      |      |      |      | 19     |        |
| 16   | José Carlos Hernández  |      |      |      |      |      |      |      |      |      |      |      |      |      |      |      |     |     |     | 2    | 12†  |      |      |      | 18     |        |
| 17   | Joe Sandoval           | 6    | 7    | 8    |      |      |      | WD   | WD   | WD   |      |      |      |      |      |      |     |     |     |      |      |      |      |      | 18     |        |
| 18   | Eduardo Alquicira      | DNS  | Ret  | DNS  | WD   | 9†   | DNS  | Ret  | DNS  | 8    | 9    | 9    | DNS  | 11†  | DNS  | 9    | Ret | WD  | 9   | 10   | 9    |      |      |      | 17     |        |
| 19   | Apolo Madrigal         |      |      |      |      |      |      |      |      |      | 8    | 7    | 7    |      |      |      |     |     |     |      |      |      |      |      | 16     |        |
| 20   | Adan Ibarra            |      |      |      | 10   | WD   | WD   |      |      |      |      |      |      |      |      |      |     |     |     |      |      |      |      |      | 1      |        |
| Pos. | Piloto                 | AHR1 | AHR1 | AHR1 | QUE1 | QUE1 | QUE1 | AHR2 | AHR2 | AHR2 | AHR3 | AHR3 | AHR3 | QUE2 | QUE2 | QUE2 | PUE | PUE | PUE | AHR4 | AHR4 | AHR5 | AHR5 | AHR5 | Puntos |        |

| Color     | Resultado                                                               |
| --------- | ----------------------------------------------------------------------- |
| Oro       | Ganador                                                                 |
| Plata     | 2.ª plaza                                                               |
| Bronce    | 3.ª plaza                                                               |
| Verde     | Finalizó en los puntos                                                  |
| Azul      | Finalizó sin puntos                                                     |
| Azul      | NC - No clasificado                                                     |
| Violeta   | Ret - No terminó (Carrera)                                              |
| Rojo      | DNQ - No se clasificó                                                   |
| Negro     | DSQ - Descalificado                                                     |
| Blanco    | DNS - No empezó (carrera)                                               |
| Blanco    | WD - Retirado (fin de semana)                                           |
| Blanco    | C - Carrera cancelada                                                   |
| Sin color | DNP - Inscrito pero no participó                                        |
| Sin color | INJ - Lesionado                                                         |
| Sin color | EX - Excluido                                                           |
| Estado    | Resultado                                                               |
| Negrita   | Pole position                                                           |
| Cursiva   | Vuelta rápida                                                           |
| †         | Abandona, pero clasifica al completar el porcentaje requerido para ello |